# Mischa Leinkauf
Mischa Leinkauf (* 1977 in Ost-Berlin) ist ein in Berlin lebender Künstler. Seine medienübergreifende künstlerische Praxis umfasst performative Interventionen, Fotografien, Video- und Soundinstallationen.

## Werk
Mischa Leinkauf studierte von 2005 bis 2011 an der Kunsthochschule für Medien Köln / KHM.
Von 2004 bis 2018 war er Teil des Künstlerduos Wermke/Leinkauf, deren gemeinsame Arbeiten vielfach ausgezeichnet und international ausgestellt wurden. Große mediale Beachtung wurde ihrer Arbeit „White American Flags“ geschenkt, bei der sie unangemeldet in der Nacht vom 21. auf den 22. Juli 2014 anlässlich des 145. Todestages des in Deutschland geborenen amerikanischen Architekten der New Yorker Brooklyn Bridge (John August Roebling) die herkömmlichen amerikanischen Flaggen durch handgenähte weiße amerikanische Flaggen auf den beiden Türmen der Brooklyn Bridge ersetzten. Der Film „Symbolic Threats“ (Regie: Mischa Leinkauf, Lutz Henke, Matthias Wermke) der im Zusammenhang mit dieser Aktion entstanden ist, feierte auf der Berlinale 2015 seine Premiere. 2015 wurde er für den Europäischen Filmpreis nominiert und 2015 mit dem Publikumspreis und dem Jurypreis für den besten Kurzfilm des Internationalen Kurzfilmfestivals Hamburg (IKFF) ausgezeichnet.
2012 erhielt Mischa Leinkauf zusammen mit Matthias Wermke den Columbus-Förderpreis für aktuelle Kunst der Columbus Art Foundation in Kooperation mit der ADKV (Arbeitsgemeinschaft deutscher Kunstvereine). Der Preis beinhaltete eine Einzelausstellung 2013 im Kunstverein Heilbronn sowie eine Publikation die vom snoeck Verlag herausgegeben wurde.
2017 realisierte er im Künstlerduo Wermke/Leinkauf die immersive 2-Kanal-Videoinstallation „4. Halbzeit“, die erstmals beim 3. Berliner Herbstsalon des Maxim-Gorki-Theater Berlin gezeigt wurde. „4. Halbzeit“ beschäftigt sich mit dem Phänomen organisierter Fußballfans und Ultras im Zusammenhang gesellschaftspolitischer Aufstände. Wermke/Leinkauf befragen das Mobilisierungspotenzial von und die Faszination für aktive Fankultur. Das Sounddesign steuerte DJ und Produzent Ed Davenport (Inland) bei.
2018 kollaborierte er mit der Künstlergruppe Rimini Protokoll für deren Produktion „DO’s & DON’Ts“ und entwickelte kurze Videofilme, die Teil der Inszenierung im Stadtraum wurden. Die Produktion war u. a. in Berlin (HAU Hebbel am Ufer), in Hamburg beim Internationalen Sommerfestival Kampnagel, in Essen (PACT Zollverein) und in Glasgow (National Theater of Scotland) zu sehen.
2018 wurde er von der Kulturabteilung der Stadt Pulheim (NRW) eingeladen eine Arbeit im öffentlichen Raum zu realisieren. Innerhalb der Reihe Stadtbild.Interventionen entstand die Arbeit „Hörweiten“, eine nicht angekündigte 14-tägige Audio-Intervention, für die er ein LRAD-System (Long-Range Acoustic Device) entwickelte, mit dem sich auditive Inhalte über mehrere Kilometer transportieren lassen, ohne die eigentliche Tonquelle identifizieren zu können. Die mobile Audioeinheit wurde an unterschiedlichen Orten innerhalb des Stadtgebietes temporär installiert und transformierte den akustischen Raum. Inhaltlich bedienen sich die akustischen Signale des natürlichen und menschlichen Spektrums von Tönen und Sprache, sie sind teils abstrakt, teils narrativ. Die Installation verweilte nur kurz an einem Ort und tauchte alsbald an anderer Stelle wieder auf. Die Audiosignale sind mehrdeutig und bewusst offen konzipiert, um vielfältige subjektive Interpretationen zu ermöglichen. Zur Arbeit ist eine Publikation mit den transkribierten Reaktionen der Bürger der Stadt Pulheim erschienen.
2019 realisierte er die monumentale Videoinstallation „Fiktion einer Nicht-Einreise“, die Leinkauf beim Überschreiten der nicht-sichtbaren Grenzen auf dem Meeresgrund zwischen Israel und Jordanien bzw. Ägypten im Roten Meer sowie der spanischen Enklave Ceuta und Marokko in der Straße von Gibraltar zeigt. Der Titel der Arbeit nimmt Bezug auf den der deutschen Flüchtlingspolitik entstammenden Ausdruck "Fiktion der Nicht-Einreise". Die Kameraarbeit übernahm Paul Rohlfs. Der Soundtrack zur Videoinstallation wurde von Ed Davenport produziert.
2022 hat er für die Ruhrtriennale eine umfangreiche Bildserie im Ruhrgebiet realisiert, die im Festivalkatalog veröffentlicht und im gesamten Bundesland NRW auf Plakatwänden gezeigt wurde.
Mischa Leinkauf hält einen wiederkehrenden Lehrauftrag an der Kunsthochschule Berlin-Weißensee (KHB) seit 2017. Er unterrichtete an der Kunsthochschule für Medien (KHM), Zuyd University of Applied Sciences in Maastricht (iArts) sowie ArtEZ in Zwolle (NL) und anderen.

## Ausstellungen (Auswahl)

### Einzelausstellungen
- 2019: Macht der Masse, Ludwig Forum für internationale Kunst, Aachen[21]
- 2016: Ausgezeichnet #1: Terror Artists, Kunstmuseum Bonn[22]

### Gruppenausstellungen
- 2022: Checkpoint – Grenzblicke, Kunstmuseum Wolfsburg[23]
- 2022: Ruhrtriennale, Ruhrgebiet/Duisburg
- 2022: Encounter the Spatial, Kyoto Experiment, Kyoto Art Center, Japan[24]
- 2022: Beat the System, Ludwig Forum Aachen[25]
- 2021: Owned By Others, Museum Tropicana, Museumsinsel Berlin
- 2021: Crossing Borders, Europäisches Künstlerhaus Schafhof, München
- 2020: What Cheese are you? Kunstverein Jesteburg
- 2020: Real DMZ Project – Negotiating Borders, Korean Cultural Center, Paris
- 2020: Living The City, Flughafen Berlin-Tempelhof[26]
- 2019: 4.Halbzeit, European Media Art Festival, Osnabrück
- 2019: NAK Jahresgaben, Neuer Aachener Kunstverein, Aachen
- 2018: shaping democracy, Museumsquartier Vienna
- 2018: Graffiti, HAM Helsinki Art Museum, Finland
- 2017: Manipulate the World, Moderna Museet, Stockholm
- 2016: Manifesta 11, Biennale, Zürich[27]
- 2016: Our Mind Into A Brezel, Kunstverein Neuhausen
- 2015: Non Profit – Nutzlose Nutzbarkeiten Jenseits von Nutzen, Zeppelin Museum, Friedrichshafen
- 2015: Globale, ZKM, Karlsruhe
- 2015: Stadtbesetzung, Städtische Galerie im Park, Viersen
- 2015: Kongress der Möglichkeiten, Kunstraum Bethanien, Berlin
- 2014: Borderland, Deutsches Historisches Museum (DHM), Berlin
- 2014: Post-Utopia, Festival of Future Nows, Neue Nationalgalerie Berlin
- 2012: Street Smart – Contemporary art beyond boundaries, Kulturhuset Stockholm, Schweden
- 2011: Melancholy is not enough…, Pavilion Unicredit, Bukarest, Rumänien
- 2011: Berlin 2000–2011 – Playing among the Ruins, Museum of Contemporary Art Tokio, Japan
- 2010: The Nomadic as a Condition, Stedelijk Museum ’s-Hertogenbosch, Niederlande
- 2010: Gestures, Museum of Contemporary Art, Roskilde, Dänemark
- 2008: Dwelling Place, Hong-Gah Museum, Taipeh, Taiwan

## Auszeichnungen
- 2025: Stipendium der Villa Kamogawa, Kyoto[28]
- 2018: Marler Videokunstpreis, Nominierung
- 2017: Großer Hans-Purrmann-Preis der Stadt Speyer, Nominierung
- 2016: Ausgezeichnet #1, Jahrgangsauszeichnung Stiftung Kunstfonds[29]
- 2015: Fellowship an der KHM (Kunsthochschule für Medien Köln)
- 2012: Columbus Förderpreis für aktuelle Kunst in Kooperation mit dem ADKV[30]
- 2010: NRW Förderpreis für junge Künstler[31]
- Bester Kurzfilm & Publikumspreis, Int. Kurzfilmfestival Hamburg (Symbolic Threats)[32]
- European Academy Award, Europäischer Filmpreis (Nominierung, Symbolic Threats)
- Publikumspreis, DocumentaMadrid, Spanien (Symbolic Threats)[33]
- Bester Dokumentarfilm, Art Film Fest Kosice, Slowakei (Symbolic Threats)
- Edward Snowden Award, Festival international Signes de Nuit (Symbolic Threats)[34]
- Deutscher Kurzfilmpreis, Nominierung (Trotzdem Danke)[35]
- Publikumspreis, Internationales Kurzfilmfestival Interfilm, Berlin (Trotzdem Danke)[36]